# Auriculaire (anatomie)
Pour les articles homonymes, voir Auriculaire.
L'auriculaire (ou petit doigt) est le cinquième doigt de la main chez Homo sapiens.

## Nom

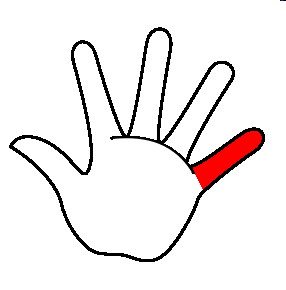
Auriculaire de la main gauche

Le terme auriculaire désigne ce qui a rapport à l'oreille, c'est pourquoi ce cinquième doigt porte ce nom car c'est le seul dont la taille permet l'introduction dans l'oreille. On l'appelle également petit doigt parce que c'est le plus petit des cinq doigts de la main.

## Fonction

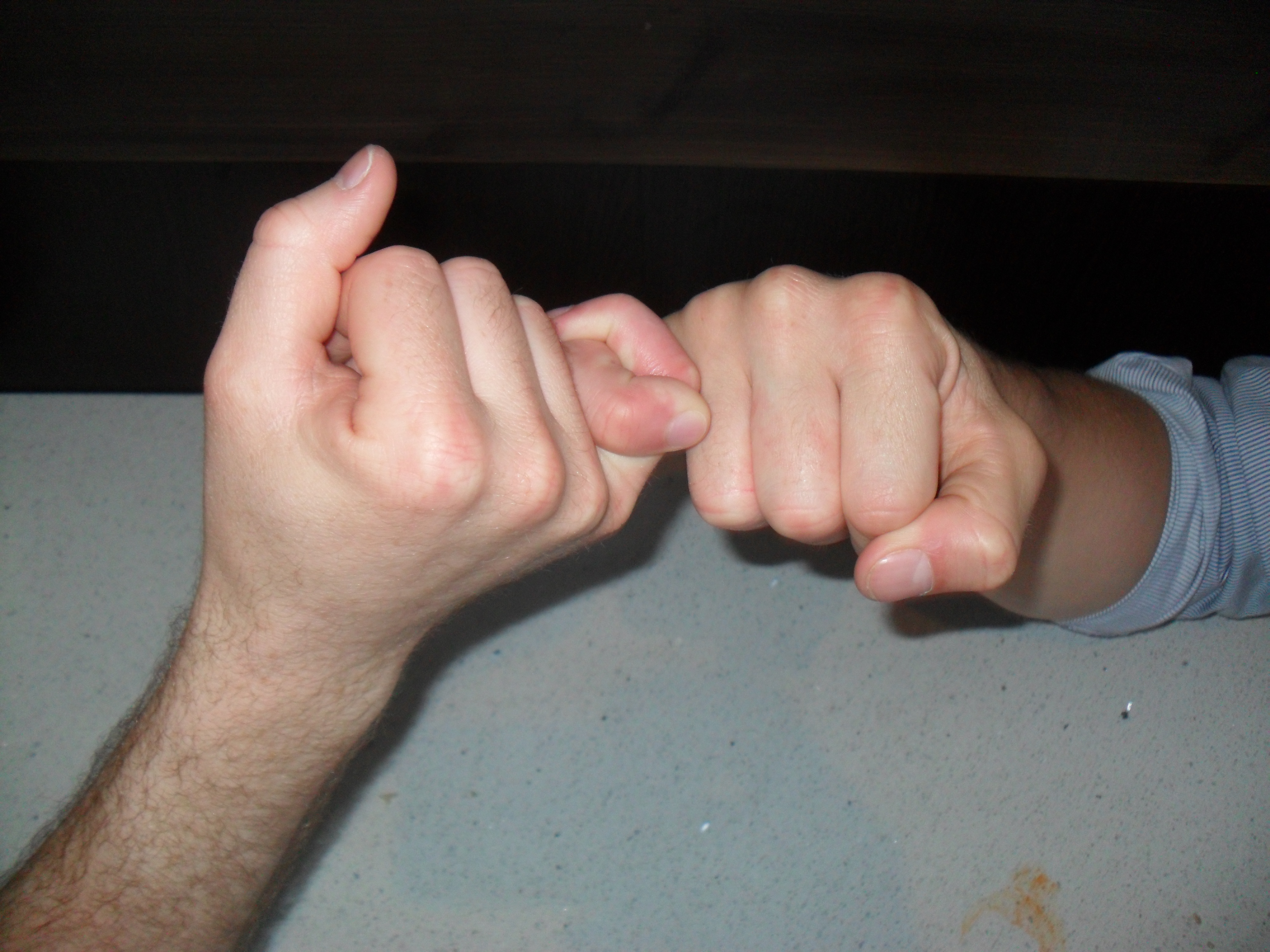
Promesse du petit doigt.

L'auriculaire a une fonction cruciale dans la prise en main d'un objet ; permettant ainsi de stabiliser la prise afin que l'objet saisi ne puisse se mouvoir. Avec l'index et le pouce opposable, l'auriculaire a joué un rôle indispensable dans l'évolution humaine et sa capacité à user d'outils.
Il est utilisé dans le geste de la promesse du petit doigt.

## Interprétation
Dans les comptines enfantines, le petit doigt est doué de la parole, et il peut confier des secrets dans le creux de l'oreille : « Mon petit doigt m'a dit que… » ou « Mon auriculaire m'a dit que… », ce dont les parents se servaient souvent pour faire comprendre à leurs enfants qu'ils savaient (ou supputaient) ce que ces derniers ne leur avaient pas confié. 
Les sketches de l'humoriste Jean-Yves Lafesse qui joue beaucoup de son auriculaire en l'utilisant même comme micro, reprennent en partie cette idée.